# Pandora bushiana
Pandora bushiana är en musselart som beskrevs av Dall 1886. Pandora bushiana ingår i släktet Pandora och familjen Pandoridae. Inga underarter finns listade i Catalogue of Life.